# Radioaktivní muž
Radioaktivní muž (v anglickém originále Radioactive Men) je 2. díl 7. řady (celkem 130.) amerického animovaného seriálu Simpsonovi. Scénář napsal John Swartzwelder a díl režírovala Susie Dietterová. V USA měl premiéru dne 24. září 1995 na stanici Fox Broadcasting Company a v Česku byl poprvé vysílán 29. dubna 1997 na stanici ČT1.

## Děj
Bart a Milhouse se v Komiksákově obchodě dohadují o nejlepším komiksu. Následně se od Komiksáka dozvídají, že se bude natáčet film podle komiksu Radioaktivní muž. Hlavní roli má ztvárnit Rainier Wolfcastle a natáčení má probíhat ve Springfieldu. Navíc producenti hodlají najít chlapce pro roli Radiáčka mezi místními kluky. Bart o tuto roli velice stojí, proto se přihlásí na konkurz, kde jsou z něj producenti nadšeni, avšak podle jejich názoru není dost vysoký. Bartovi se povede do druhého dne vyrůst, avšak jde pozdě, do hlavní role byl obsazen Milhouse, který z toho ovšem nadšený není; z davu nadšených fanynek a fanoušků je doslova zděšený. Chce z natáčení vycouvat, ale jeho rodiče už začali utrácet peníze z honoráře. Homer nabídne filmařům svůj dům jako skladiště a ti ho začnou demolovat. Bart se zachová jako správný kamarád a jde podporovat Milhouse na plac. Zde ho však najde v depresi a nešťastného, zato Homer se na place předhání s řidiči náklaďáků, kdo je línější. Starosta Quimby se snaží oškubat producenty na nesmyslných daních, co nejvíce to půjde. Má se točit velká scéna v elektrárně, kde má Radiáček zachránit Radioaktivního muže před vlnou kyseliny sírové. V rozhodující chvilce se však Milhouse neobjeví a celé město se ho vydá hledat. Střihač se následně snaží přesvědčit scenáristy a režiséra, že z naprosto nesouvisejících scén dokáží vytvořit film, za což je hned vyhozen. Bart hledá Milhouse na jeho oblíbených místech, až ho najde ve svém domě na stromě. Na scénu vstoupí Mickey Rooney, který má Milhouse přesvědčit, aby se k natáčení vrátil. Ten to odmítá, a tak se do role Radiáčka dostává sám Mickey Rooney. Režisér však natáčení ukončí a zcela bez peněz město opouští. Producenti přijíždějí zpět do Hollywoodu, kde se jim dostává nadšeného a přátelského přijetí.

## Produkce
Epizodu napsal John Swartzwelder a režírovala ji Susie Dietterová. Když Dietterová četla jeho první scénář, nepřipadal jí příliš vtipný kvůli všem vizuálním gagům. Jakmile byla animace hotová, pomyslela si: „Hej, tohle je opravdu vtipné!“.
Jedná se o první díl Simpsonových, který byl digitálně kolorován. Povinnosti tohoto úkolu připadly společnosti USAnimation, která později pracovala na Slavnostní epizodě. Další pokusy o digitální kolorování proběhly až ve 12. řadě v Bratrovražedném tenisu a poté ve 14. řadě ve Speciálním čarodějnickém dílu. Na digitální kolorování seriál natrvalo přešel později v téže sérii, počínaje dílem Kdo chce zabít Homera?
Mickey Rooney v epizodě hostoval jako on sám. Nancy Cartwrightová ve své autobiografii My Life as a 10year-old-boy vzpomíná, že Rooney nahrával své repliky s ostatními herci. Přestože na natáčení přišel pozdě, poznamenává, že byl plný elánu a velmi nadšený z role.

## Kulturní odkazy
Postava Radioaktivního muže je založena na Batmanovi a několik scén v epizodě odkazuje na televizní seriál Batman z 60. let 20. století. Protivník Radioaktivního muže, The Scoutmaster, je založen na herci a komikovi Paulu Lyndeovi. Scéna v novém filmu Radioaktivní muž, kdy jsou Radioaktivní muž a Fallout Boy zajati v Aquaworldu, je odkazem na film Vodní svět z roku 1995. Režisér filmu Radioaktivní muž říká: „Ten Milhouse bude velký, Gabby Hayes velký!“, což je odkaz na (ne až tak velkého) amerického herce Gabbyho Hayese. Vočko Szyslak, barman z Vočkovy hospody, říká, že jako dítě hrál v seriálu Malí rošťáci roli Smellyho, dokud nezabil Alfalfu za to, že mu ukradl jeho štych. Na konci epizody zazní píseň Billa Witherse „Lean on Me“ z roku 1972.
V jedné scéně posílá Komiksák ostatním internetovým nerdům zprávu o tom, kdo bude hrát v novém filmu Radioaktivní muž; dva z nich jsou nerdi, které Homer potkal v díle Homer jde studovat, a jeden je Prince oblečený do fialového obleku. Posledním šprtem je Curtis Armstrong, který svým vzhledem připomíná svou postavu z franšízy Revenge of the Nerds, Boogera. Diskuzní skupina alt.nerd.obsessive je odkazem na stránku alt.tv.simpsons.

## Přijetí
V původním vysílání se díl umístil na 51. místě ve sledovanosti v týdnu od 18. do 24. září 1995 a podle agentury Nielsen získal rating 9,5. Epizoda byla čtvrtým nejlépe hodnoceným pořadem na stanici Fox v daném týdnu, hned po seriálech Akta X, Beverly Hills 90210 a Melrose Place.
Po odvysílání epizoda získala většinou pozitivní hodnocení od fanoušků a televizních kritiků. 
Autoři knihy I Can't Believe It's a Bigger and Better Updated Unofficial Simpsons Guide, Warren Martyn a Adrian Wood, označili epizodu za „úžasný pastiš“ na filmy Tima Burtona o Batmanovi a dodali, že Milhouse je jasným kandidátem na Fallout Boye.
Colinu Jacobsonovi z DVD Movie Guide se epizoda líbila, ale nepovažuje ji za „klasiku“. Uvedl, že nabízí „více než pár zábavných kousků“, a dodal, že „parodování filmového byznysu není nic nového, ale seriál to v tomto solidním dílu dělá dobře“.
Jennifer Malkowski z DVD Verdict považovala za nejlepší část epizody tu, kdy se Krusty snaží castingovému režisérovi dokázat „rozsah“ různých postav, které dokáže ztvárnit. Svou recenzi uzavřela tím, že epizodu ohodnotila známkou A−.
Nancy Basileová z About.com díl označila za jednu ze svých dvaceti nejoblíbenějších epizod seriálu a uvedla, že přátelství mezi Bartem a Milhousem v epizodě je podle ní „roztomilé“ a „dojemné“. Dodala, že podle ní si díl „velmi účinně utahuje z Hollywoodu“ a že „k tomu všemu se v epizodě objevují i vtipné oblíbené postavy Rainier Wolfcastle a Lionel Hutz“.
Graham Beckwith z The Lantern vyzdvihl hlášku Rainiera Wolfcastla „Moje oči! Ty brýle nic nedělají!“ z této epizody jako jednu z „nejlepších jednohubek Simpsonových“.
Nathan Ditum z Total Filmu ohodnotil Rooneyho výkon jako osmý nejlepší hostující výstup v historii seriálu s komentářem, že je „zoufale vtipný a sebeironický jako parodie svého padlého dětského hvězdného já“.